# Graft (hellingknik)

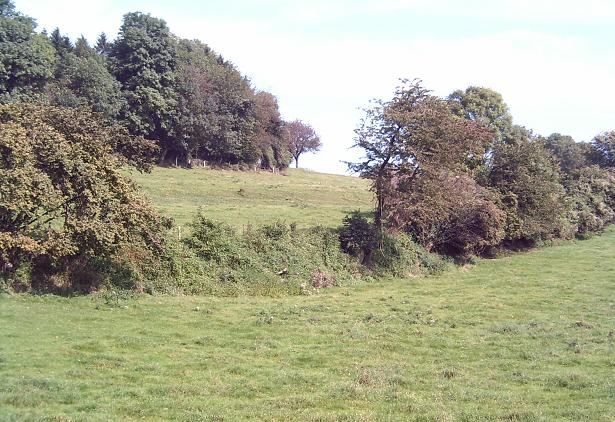
Graft tussen Ulvend en Sint-Martens-Voeren

Een graft is een knik of mini-terras op een helling, meestal begroeid met struikgewassen.
Graften komen voor op ontboste hellingen, die nu als akker of weiland in gebruik zijn. Graften zijn ontstaan door een combinatie van een menselijke activiteit en een natuurlijk proces. Ze ontstonden in een periode dat het land onder akkerbouw lag. Er was bewerkingserosie in het hogere deel van het perceel en afzetting in het lagere deel).
Vóór de uitvinding van het prikkeldraad rond 1880 plantten de boeren in het Zuid-Limburgse Heuvelland in Nederland, en op de meeste plaatsen in Midden- en Hoog-België dichte hagen rondom hun weilanden om het vee niet te laten ontsnappen. In de hagen stonden ook grotere bomen en struiken: het zogenoemde boerengeriefhout. Graften zijn echter niet altijd erfafscheidingen; vaak liggen ze nu midden in een perceel.